# Thể dục dụng cụ tại Thế vận hội Mùa hè 2008
Giải thể dụng dụng cụ tại Thế vận hội Mùa hè 2008 diễn ra từ ngày 9 đến ngày 24 tháng 8 năm 2008 tại sân vận động Trong nhà Quốc gia Bắc Kinh.

## Xếp hạng theo quốc gia
| 1    | Trung Quốc (CHN)        | 11 | 2  | 5  | 18 |
| 2    | Hoa Kỳ (USA)            | 2  | 6  | 2  | 10 |
| 3    | Nga (RUS)               | 2  | 0  | 2  | 4  |
| 4    | România (ROU)           | 1  | 0  | 1  | 2  |
| 5    | CHDCND Triều Tiên (PRK) | 1  | 0  | 0  | 1  |
| 5    | Ba Lan (POL)            | 1  | 0  | 0  | 1  |
| 7    | Canada (CAN)            | 0  | 2  | 0  | 2  |
| 7    | Nhật Bản (JPN)          | 0  | 2  | 0  | 2  |
| 9    | Belarus (BLR)           | 0  | 1  | 1  | 2  |
| 9    | Pháp (FRA)              | 0  | 1  | 1  | 2  |
| 9    | Đức (GER)               | 0  | 1  | 1  | 2  |
| 12   | Croatia (CRO)           | 0  | 1  | 0  | 1  |
| 12   | Hàn Quốc (KOR)          | 0  | 1  | 0  | 1  |
| 12   | Tây Ban Nha (ESP)       | 0  | 1  | 0  | 1  |
| 15   | Ukraina (UKR)           | 0  | 0  | 2  | 2  |
| 15   | Uzbekistan (UZB)        | 0  | 0  | 2  | 2  |
| 17   | Anh Quốc (GBR)          | 0  | 0  | 1  | 1  |
| Tổng | Tổng                    | 18 | 18 | 18 | 54 |

## Bảng huy chương

### Thể dục nghệ thuật
Nam
| Nội dung      | Vàng                                                                                           | Bạc | Đồng |
| ------------- | ---------------------------------------------------------------------------------------------- | --- | --- |
| Đồng đội      | Trung Quốc (CHN) · Hoàng Dụ · Trần Nhất Băng · Lý Tiểu Bằng · Tiêu Khâm · Dương Uy · Trâu Khải | Nhật Bản (JPN) · Hiroyuki Tomita · Lộc Đảo Nhạc · Koki Sakamoto · Makoto Okiguchi · Kohei Uchimura · Takuya Nakase | Hoa Kỳ (USA) · Raj Bhavsar · Joe Hagerty · Jonathan Horton · Justin Spring · Kai Wen Tan · Alexander Artemev |
| Toàn năng     | Dương Uy · Trung Quốc                                                                          | Nội Thôn Khang Bình · Nhật Bản                                                                                     | Benoît Caranobe · Pháp                                                                                       |
| Tự do         | Trâu Khải · Trung Quốc                                                                         | Gervasio Deferr · Tây Ban Nha                                                                                      | Anton Golotsutskov · Nga                                                                                     |
| Xà đơn        | Trâu Khải · Trung Quốc                                                                         | Jonathan Horton · Hoa Kỳ                                                                                           | Fabian Hambüchen · Đức                                                                                       |
| Xà kép        | Lý Tiểu Bằng · Trung Quốc                                                                      | Yoo Won-Chul · Hàn Quốc                                                                                            | Anton Fokin · Uzbekistan                                                                                     |
| Ngựa tay quay | Tiêu Khâm · Trung Quốc                                                                         | Filip Ude · Croatia                                                                                                | Louis Smith · Anh Quốc                                                                                       |
| Vòng treo     | Trần Nhất Băng · Trung Quốc                                                                    | Dương Uy · Trung Quốc                                                                                              | Oleksandr Vorobiov · Ukraina                                                                                 |
| Ngựa gỗ       | Leszek Blanik · Ba Lan                                                                         | Thomas Bouhail · Pháp                                                                                              | Anton Golotsutskov · Nga                                                                                     |

Nữ
| Nội dung       | Vàng | Bạc | Đồng |
| -------------- | --- | --- | --- |
| Đồng đội       | Trung Quốc (CHN) · Dương Y Lâm · Trịnh Phi · Giang Ngọc Nguyên · Đặng Lâm Lâm · Hách Khoa Hãn · Lý San San · | Hoa Kỳ (USA) · Shawn Johnson · Nastia Liukin · Chellsie Memmel · Samantha Peszek · Alicia Sacramone · Bridget Sloan | România (ROU) · Andreea Acatrinei · Gabriela Drăgoi · Andreea Grigore · Sandra Izbaşa · Steliana Nistor · Anamaria Tămârjan |
| Toàn năng      | Nastia Liukin · Hoa Kỳ                                                                                       | Shawn Johnson · Hoa Kỳ                                                                                              | Dương Y Lâm · Trung Quốc |
| Cầu thăng bằng | Shawn Johnson · Hoa Kỳ                                                                                       | Nastia Liukin · Hoa Kỳ                                                                                              | Trịnh Phi · Trung Quốc |
| Tự do          | Sandra Izbaşa · România                                                                                      | Shawn Johnson · Hoa Kỳ                                                                                              | Nastia Liukin · Hoa Kỳ |
| Xà lệch        | Hách Khoa Hãn · Trung Quốc                                                                                   | Nastia Liukin · Hoa Kỳ                                                                                              | Dương Y Lâm · Trung Quốc |
| Ngựa gỗ        | Hong Un-Jong · CHDCND Triều Tiên                                                                             | Oksana Chusovitina · Đức                                                                                            | Trịnh Phi · Trung Quốc |

### Thể dục nhịp điệu
| Nội dung  | Vàng | Bạc                                                                                                  | Đồng |
| --------- | --- | --- | --- |
| Đồng đội  | Nga (RUS) · Margarita Aliychuk · Anna Gavrilenko · Tatiana Gorbunova · Elena Posevina · Darya Shkurihina · Natalia Zueva | Trung Quốc (CHN) · Thái Đỗng Đồng · Chu Thao · Lục Uyên Ương · Tùy Kiếm Sảng · Tôn Đan · Trương Thạc | Belarus (BLR) · Olesya Babushkina · Anastasia Ivankova · Ksenia Sankovich · Zinaida Lunina · Glafira Martinovich · Alina Tumilovich |
| Toàn năng | Evgeniya Kanaeva · Nga                                                                                                   | Inna Zhukova · Belarus                                                                               | Anna Bessonova · Ukraina |

### Nhào lộn trên lưới
| Nội dung | Vàng                       | Bạc                     | Đồng                          |
| -------- | -------------------------- | ----------------------- | ----------------------------- |
| Nam      | Lục Xuân Long · Trung Quốc | Jason Burnett · Canada  | Đổng Đông · Trung Quốc        |
| Nữ       | Hách Ôn Nột · Trung Quốc   | Karen Cockburn · Canada | Ekaterina Khilko · Uzbekistan |